# Vụ án sai phạm tại các trung tâm đăng kiểm Việt Nam 2022–2023
Vào nửa cuối năm 2022, hàng loạt những sai phạm tại các trung tâm đăng kiểm xe cơ giới, các trung tâm đăng kiểm đường thủy và Cục Đăng kiểm Việt Nam đã bị phơi bày thông qua các hành vi nhận hối lộ khi các chủ phương tiện đi đăng kiểm. Khởi phát của vụ án đã được diễn ra tại thành phố Hồ Chí Minh sau khi lực lượng cảnh sát giao thông phát hiện bất thường ở một số phương tiện. Đến đầu năm 2023, Ban Chỉ đạo Trung ương về phòng, chống tham nhũng tiêu cực đã đưa vụ án vào diện theo dõi và điều tra. Tính đến ngày 23 tháng 2 năm 2023, đã có 66 đăng kiểm viên bị khởi tố với 54 người bị bắt giữ và 12 người tại ngoại.

## Nguyên nhân
Vào ngày 26 tháng 10, lực lượng Cảnh sát giao thông đã một chiếc xe tải có biển số 50H-100.20 để kiểm tra thành thùng và giấy kiểm định. Sau khi kiểm tra, đơn vị cảnh sát đã phát hiện việc thùng xe đã được hợp pháp hóa cơi nới lên tới 71 cm với mục đích chở thêm hàng hóa. Từ lời khai của tài xế, cảnh sát đã phát hiện thêm nhiều chiếc xe tương tự đã bị cơi nới và có dấu hiệu sai phạm. Ngoài ra, theo Công an Thành phố Hồ Chí Minh, trong quá trình tuần tra và kiểm soát giao thông đã phát hiện nhiều phương tiện không đảm bảo an toàn kỹ thuật nhưng vẫn được cấp giấy chứng nhận an toàn kỹ thuật và bảo vệ môi trường xe cơ giới. Đây được xem là khởi phát của vụ án.

## Điều tra và khởi tố

### Cục Đăng kiểm Việt Nam và các trung tâm đăng kiểm xe cơ giới
Vào lúc 15 giờ ngày 14 tháng 10 năm 2022, Công an huyện Châu Thành tỉnh Đồng Tháp đã bắt giữ Nguyễn Thành Nguyễn (32 tuổi; Bạc Liêu) cùng 3 nhân viên là Trần Thị Ngọc Dung (53 tuổi; Sóc Trăng), Lê Minh Nhí (27 tuổi; Sóc Trăng) và Trần Thanh Nhã (49 tuổi; Tiền Giang) đang thực hiện hành vi nhận hối lộ 900 nghìn đồng từ nhiều tài xế để bỏ qua các lỗi đăng kiểm. Theo chính quyền địa phương, chỉ trong ngày bắt quả tang, đơn vị này đã hối lộ được hơn 20 triệu đồng từ 44 phương tiện đến đăng kiểm.  Đến ngày 26 tháng 10, Công an huyện Châu Thành tỉnh Đồng Tháp đã tiếp tục khởi tố, bắt tạm giam Trần Lập Nghĩa (47 tuổi; Sóc Trăng) và Kim Thị Huỳnh Duy (23 tuổi; Trà Vinh) do liên quan vụ án "Nhận hối lộ" tại Trung tâm đăng kiểm xe cơ giới 66-02D. Đến ngày 28 tháng 12 năm 2022, Công an Thành phố Hồ Chí Minh đã phối hợp Công an Thành phố Hà Nội cùng đơn vị nghiệp vụ trực thuộc Bộ Công an lệnh khám xét khẩn cấp phòng kiểm định xe cơ giới thuộc Cục Đăng kiểm Việt Nam tại số 18 Phạm Hùng, Nam Từ Liêm, Hà Nội. Thậm chí tại Trung tâm Đăng kiểm 50 – 17D, bị can Hồ Hữu Tài (52 tuổi) giữ chức Giám đốc Trung tâm Đăng kiểm này không biết chữ, không viết được và không đọc được và chỉ mới học lớp 3 cách đây 50 năm nhưng lại được giữ chức vụ này. Ngay sau đó, ông đã bị khởi tố về tội danh "nhận hối lộ".
Tính đến ngày 11 tháng 1 năm 2023, 33 trung tâm đăng kiểm đã phải tạm dừng hoạt động tại 13 tỉnh, thành phố. Trong số đó đã có 30 trung tâm đăng kiểm phải đóng cửa để phục vụ công tác điều tra, 1 trung tâm đăng kiểm do vấn đề nhân sự, 1 trung tâm đăng kiểm do không đủ điều kiện phòng cháy chữa cháy, 1 trung tâm đăng kiểm do nhân viên đăng kiểm bị đình chỉ công tác và 1 trung tâm đăng kiểm bị thu hồi đất. Theo VTC News, miền Bắc có 15 trung tâm đăng kiểm bị tạm dừng với Hà Nội 11 trung tâm. Hòa Bình, Phú Thọ, Bắc Ninh, Bắc Giang, mỗi địa phương có 1 trung tâm đăng kiểm bị dừng hoạt động. Trong khi đó ở miền Nam thì có 18 trung tâm đăng kiểm với Thành phố Hồ Chí Minh là 10 trung tâm, Đồng Nai có 2 trung tâm. Các tỉnh còn lại gồm Sóc Trăng, Bến Tre, Đồng Tháp, Tiền Giang, Long An, Bình Dương đều có 1 trung tâm đăng kiểm bị tạm dừng hoạt động. Chiều tối cùng ngày, Trung tướng Tô Ân Xô đã xác nhận Cơ quan Cảnh sát điều tra Công an Thành phố Hồ Chí Minh ra quyết định khởi tố bị can, bắt giam ông Đặng Việt Hà, Cục trưởng Cục Đăng kiểm Việt Nam về tội "Nhận hối lộ". Theo thiếu tá Nguyễn Thành Hưng, Phó trưởng Phòng Cảnh sát Hình sự Công an Thành phố Hồ Chí Minh thông tin, "Hằng tháng, hằng quý, các trạm, các trung tâm đều phải chung chi tiền cho cán bộ Cục Đăng kiểm và lãnh đạo các phòng, ban thuộc cục cũng như Cục trưởng Hà".
Sáng ngày 12 tháng 1, trong phiên họp thứ 23, Ban Chỉ đạo Trung ương về phòng, chống tham nhũng tiêu cực đã bổ sung vụ án "Đưa hối lộ; Nhận hối lộ; Môi giới hối lộ; Giả mạo trong công tác" xảy ra tại Cục Đăng kiểm Việt Nam và một số Trung tâm Đăng kiểm vào diện theo dõi và chỉ đạo. Đến giữa tháng 1, công an tỉnh Đắk Lắk đã bắt giữ Mai Huỳnh Lệ Thu, Phó Giám đốc Công ty Trách nhiệm hữu hạn An Phát; Lại Phú Hợp, Giám đốc Trung tâm đăng kiểm 47 – 06D; Nguyễn Phước Quang, đăng kiểm viên; Đinh Công Kiên, nhân viên nghiệp vụ; Đỗ Trọng Quân, kế toán; Nguyễn Quang Thành và Nguyễn Trung Cang, nhân viên trung tâm và bảo vệ.
Tính đến ngày 17 tháng 2, Cơ quan Cảnh sát điều tra, Công an thành phố Hồ Chí Minh đã khởi tố 128 bị can. Theo điều tra của lực lượng cảnh sát, các bị can là giám đốc trung tâm đăng kiểm chỉ đạo nhân vật kiểm định chất lượng và đo tiêu chuẩn khí thải bảo vệ môi trường bỏ qua những lỗi như: Lỗi vi phạm trong công đoạn kiểm tra thủ công, cho thuê phụ tùng thay thế, sử dụng phần mềm can thiệp vào hệ thống đăng kiểm... của 70 nghìn phương thiện giao thông cơ giới đường bộ.
Ngày 25 tháng 2, Công an thành phố Hà Nội đã thông tin về việc Cơ quan điều tra Công an huyện Đông Anh đã ra lệnh bắt giữ khẩn cấp Lê Thành Chung (sinh năm 1982), Giám đốc Trung tâm đăng kiểm 29 – 07D; Hoàng Tuấn Anh (sinh năm 1983), Phó Giám đốc Trung tâm đăng kiểm 29 – 07D và các đăng kiểm viên gồm Lê Văn Ngọc (sinh năm 1989); Đỗ Văn Huân (sinh năm 1992); Đào Huy Chung (sinh năm 1977).

### Các trung tâm đăng kiểm đường thủy
Ngày 9 tháng 2, Cơ quan Cảnh sát điều tra, Công an thành phố Hồ Chí Minh đã mở rộng vụ án khám xét Chi cục Đăng kiểm số 9 ở Bà Rịa – Vũng Tàu và Chi cục Đăng kiểm số 6 ở Thành phố Hồ Chí Minh. Đây là hai chi cục đăng kiểm thuộc Cục Đăng kiểm Việt Nam phụ trách đăng kiểm giao thông đường thủy. Đến ngày 16 tháng 2, 14 đối tượng có liên quan bao gồm: Hoàng Văn Duy (Giám đốc Chi cục Đăng kiểm số 9), Lê Hải Hòa, Vũ Phương Huy, Nguyễn Văn Hiển (đăng kiểm viên Chi cục Đăng kiểm số 9); Phạm Việt Dũng, Phạm Tiến Bình, Phạm Văn Dương, Nguyễn Văn Duẩn, Mai Ngọc Cường, Nguyễn Văn Đồng (đăng kiểm viên Chi cục Đăng kiểm số 6) bị khởi tố về tội "nhận hối lộ" cùng Thái Việt Anh, Bùi Long Khương, Phạm Mạnh Hùng, Dương Xuân Chế về tội "đưa hối lộ". Theo Thượng tá Trần Thị Kim Lý, sau khi nhận được tiền các đăng kiểm viên tại các Chi cục Đăng kiểm số 6 và 9 đã cắt bớt quy trình đăng kiểm, không cho tàu lên đà và bỏ qua các lỗi vi phạm như về phòng cháy, chữa cháy,...
Ngày 22 tháng 2, Công an tỉnh Bà Rịa – Vũng Tàu đã ra lệnh khởi tố và tạm giam Đào Hồng Đức (57 tuổi), Giám đốc Trung tâm Đăng kiểm tàu Cá thuộc Tổng cục Thủy sản có Trụ sở tại Thành phố Hà Nội cùng hai cán bộ thuộc Trung tâm này là Nguyễn Vũ Hà (45 tuổi, trưởng phòng) và Nguyễn Quốc Công (35 tuổi, đăng kiểm viên). Liên quan vụ án, vào ngày 13 tháng 2 trước đó, ông Nguyễn Đức Hoàng, Phó Chi cục trưởng Chi cục Thủy sản thuộc Sở Nông nghiệp và Phát triển nông thông tỉnh Bà Rịa – Vũng Tàu cùng Đinh Cao Thượng, Phó trưởng phòng Chi cục Thủy sản đã bị bắt giữ.

## Danh sách các cá nhân bị bắt giữ
| STT | Họ và tên      | Chức vụ | Ngày bắt giữ         | Tội danh    | Ref   |
| --- | -------------- | --- | -------------------- | ----------- | ----- |
| 1   | Trần Lập Nghĩa | Giám đốc Trung tâm đăng kiểm 62-03D tỉnh Long An, 71-02D tỉnh Bến Tre, 83-02D tỉnh Sóc Trăng, 66-02D tỉnh Đồng Tháp và 63-03D tỉnh Tiền Giang. | 20 tháng 12 năm 2022 | Nhận hối lộ | [ 5 ] |

## Nhận xét
Tại Hội nghị tổng kết năm 2022 trước Quốc hội Việt Nam, Bộ trưởng Bộ Giao thông vận tải Nguyễn Văn Thắng đã cho rằng "Không còn con đường nào khác, Cục Đăng kiểm Việt Nam phải nhìn thẳng vào sự thật, tự soi tự sửa, vấp ngã phải đứng dậy". Đồng thời, ông cũng yêu cầu Cục đăng kiểm Việt Nam rà soát lại 4 vấn đề: Xây dựng thể chế; Ban hành các quy định liên quan đến đăng kiểm; Tiếp tục cải cách thủ tục hành chính; Thực hiện phân cấp phân quyền.